# 达尔迪伊
达尔迪伊（法語：Dardilly，法語發音：[daʁdiji] ⓘ）是法国里昂大都会的一个市镇，属于里昂区。

## 地理
达尔迪伊（45°48'20"N, 4°45'11"E）面积13.99 平方千米，位于法国奥弗涅-罗讷-阿尔卑斯大区里昂大都会，后者为法国的一个特殊地位集体，自2015年脱离罗讷省成立，位于法国中东部，中心城市为里昂。
与达尔迪伊接壤的市镇（或旧市镇、城区）包括：利雪、拉图尔德萨尔瓦尼、香槟欧蒙多尔、沙博尼耶尔莱班、多马坦、埃屈利、利莫内。
达尔迪伊的时区为UTC+01:00、UTC+02:00（夏令时）。

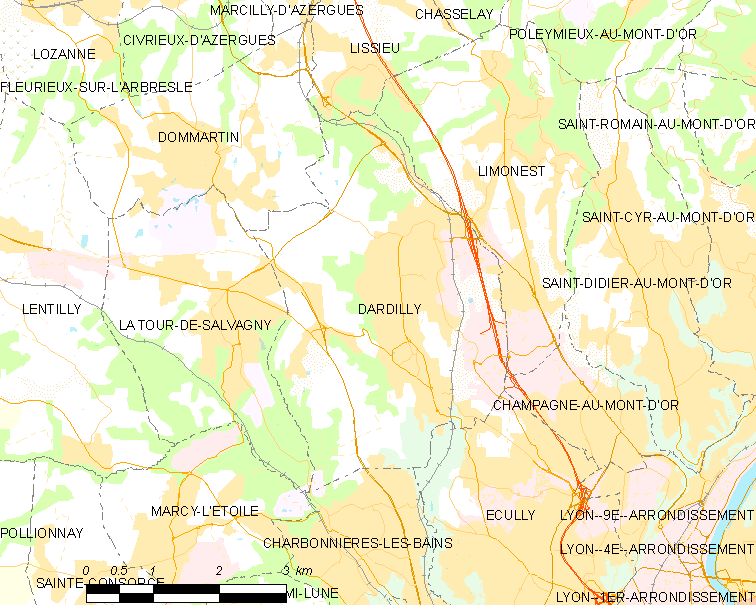
达尔迪伊的OSM定位图

## 行政
达尔迪伊的邮政编码为69570，INSEE市镇编码为69072。

## 政治
达尔迪伊的现任市长为罗丝-弗朗斯·富尔尼永（Rose-France Fournillon）女士，任期为2020-2026年。

## 人口

1962-2008年间达尔迪伊人口变化图示

达尔迪伊于2022年1月1日时的人口数量为8980人。